# Фіфт-Ворд (Луїзіана)
Фіфт-Ворд (англ. Fifth Ward) — переписна місцевість (CDP) в США, в окрузі Авуаель штату Луїзіана. Населення — 921 особа (2020).

## Географія
Фіфт-Ворд розташований за координатами 31°7′15″ пн. ш. 92°9′30″ зх. д. / 31.12083° пн. ш. 92.15833° зх. д. (31.120700, -92.158389).  За даними Бюро перепису населення США в 2010 році переписна місцевість мала площу 13,47 км², уся площа — суходіл.

## Демографія
Згідно з переписом 2010 року, у переписній місцевості мешкало 800 осіб у 330 домогосподарствах у складі 238 родин. Густота населення становила 59 осіб/км².  Було 363 помешкання (27/км²).
Расовий склад населення:
| - 97,1 % — білих - 1,4 % — корінних американців - 0,6 % — чорних або афроамериканців - 0,3 % — азіатів |

До двох чи більше рас належало 0,6 %. Частка іспаномовних становила 1,0 % від усіх жителів.
За віковим діапазоном населення розподілялося таким чином: 22,1 % — особи молодші 18 років, 64,4 % — особи у віці 18—64 років, 13,5 % — особи у віці 65 років та старші. Медіана віку мешканця становила 38,8 року. На 100 осіб жіночої статі у переписній місцевості припадало 96,1 чоловіків;  на 100 жінок у віці від 18 років та старших — 89,9 чоловіків також старших 18 років.
За межею бідності перебувало 24,1 % осіб, у тому числі 40,8 % дітей у віці до 18 років та 26,7 % осіб у віці 65 років та старших.
Цивільне працевлаштоване населення становило 246 осіб. Основні галузі зайнятості: роздрібна торгівля — 30,1 %, освіта, охорона здоров'я та соціальна допомога — 20,7 %, сільське господарство, лісництво, риболовля — 17,5 %.